# Cryptoxilos beaveri
Cryptoxilos beaveri är en stekelart som beskrevs av Shaw och Berry 2005. Cryptoxilos beaveri ingår i släktet Cryptoxilos och familjen bracksteklar. Inga underarter finns listade i Catalogue of Life.